# Cynoglossus puncticeps
 Cynoglossus puncticeps és un peix teleosti de la família dels cinoglòssids i de l'ordre dels pleuronectiformes que habita des de les costes de l'est de l'Índia fins a Malàisia i des de la Mar de la Xina Meridional fins a les Filipines, el nord d'Austràlia i l'est de Nova Guinea.